# Chathamia integripennis
Chathamia integripennis är en nattsländeart som beskrevs av Edgar F. Riek 1977. Chathamia integripennis ingår i släktet Chathamia och familjen Chathamiidae. Inga underarter finns listade i Catalogue of Life.